# Карагян, Ашот Акопович
Ашот Акопович Карагян (арм. Աշոտ Կարագյան; род. 23 января 1951 года, Ереван, Армянская ССР) — советский и российский фехтовальщик, двукратный чемпион мира (1979, 1981), двукратный призёр Олимпийских игр (1980). Мастер спорта СССР международного класса (1974). Заслуженный мастер спорта России (2005).

## Биография
Ашот Карагян начал заниматься фехтованием в 1963 году в ереванской Школе юных пятиборцев под руководством Левона Степаняна. В 1969 году решил сосредоточиться на фехтовании и был включен в юниорскую сборную СССР по этому виду спорта. В 1971 году завоевал титул чемпиона мира среди юниоров по фехтованию на шпагах в индивидуальном первенстве.
С 1973 по 1981 год входил в состав национальной сборной СССР. В 1979 и 1981 годах становился чемпионом мира, а в 1980 году бронзовым призёром Олимпийских игр в командных соревнованиях по фехтованию на шпагах. Во время Олимпийских игр в Москве Ашот Карагян заменил травмированного советского рапириста Владимира Лапицкого и завоевал также серебряную медаль командного турнира по фехтованию на рапирах.
В 1981 году завершил спортивную карьеру. В 1983–1992 годах работал тренером в школе фехтования спортивного общества «Динамо», подготовил чемпиона мира среди юниоров (1986), чемпиона СССР (1986) Сергея Костарева. В 1995–2001 годах занимался тренерской деятельностью в Норвегии. С 2007 года является главным специалистом Департамента физической культуры и спорта города Москвы (Москомспорта) по фехтованию.
С 2000 года участвует в международных ветеранских турнирах, неоднократно становился призёром соревнований в возрастной категории до 59 лет.
С 2012 года старший тренер сборной Москвы по всем видам оружия, среди молодого поколения.